# 9 czerwca
9 czerwca jest 160. (w latach przestępnych 161.) dniem w kalendarzu gregoriańskim. Do końca roku pozostaje 205 dni.

## Święta
- Imieniny obchodzą: Anna, Bertrand, Efrem, Felicjan, Józef, Kanimir, Kolumb, Maksymian, Prosimir, Ryszard, Sylwester i Sylwestra.
- Międzynarodowe – Międzynarodowy Dzień Archiwów (obchodzone od 2007, w rocznicę utworzenia w Paryżu w 1948 roku Międzynarodowej Rady Archiwów – ICA)[1][2]
- Polska
  - Dzień Pracowników Archiwów i Bibliotek[3]
  - Dzień Przyjaciela[4]
  - Dzień Księgowego[5]
- Uganda – Dzień Bohaterów Narodowych
- Wyspy Alandzkie – Dzień Autonomii[6]
- wspomnienia i święta w Kościele katolickim[7][8] obchodzą:
  - bł. Anna Maria Taigi (mistyczka)
  - św. Efrem (doktor i Ojciec Kościoła, Ojciec Pustyni)
  - św. Józef Anchieta (apostoł Brazylii)
  - św. Kolumba, również: Kolumban Starszy, Kolumba opat z Hy (Iona)

## Wydarzenia w Polsce
- 1210 – Papież Innocenty III wydał bullę wznawiającą zasadę senioratu i zobowiązującą polskie duchowieństwo do jej obrony, w odpowiedzi na co arcybiskup gnieźnieński Henryk Kietlicz zwołał synod duchowieństwa w Borzykowej połączony ze zjazdem książąt polskich: Henryka Brodatego, Leszka Białego, Konrada mazowieckiego i Władysława Odonica, na którym 29 lipca nadano Kościołowi polskiemu przywilej borzykowski.
- 1623 – Została rozwiązana Konfederacja Gdańska, Elbląga i Torunia.
- 1661 – Mohylew otrzymał herb miejski.
- 1759 – Spłonęła archikatedra św. Jana Chrzciciela we Wrocławiu.
- 1772 – I rozbiór Polski: wojska austriackie zajęły Wieliczkę.
- 1807 – IV koalicja antyfrancuska: zwycięstwo wojsk rosyjskich nad francuskimi w bitwie pod Dobrym Miastem.
- 1810 – Po 14 latach wznowiła działalność Mennica Warszawska, bijąc monety Księstwa Warszawskiego.
- 1863 – Powstanie styczniowe: personel Banku Polskiego na Placu Bankowym w Warszawie przekazał powstańcom pod wodzą Aleksandra Waszkowskiego depozyty Kasy Głównej Królestwa w wysokości 3,6 miliona złotych, 500 tysięcy rubli i wielu listów zastawnych.
- 1877 – W Warszawie odbyła się premiera opery Aida Giuseppe Verdiego z polskim librettem.
- 1906 – Późniejszy trzykrotny premier RP i marszałek Sejmu Walery Sławek został ciężko ranny w czasie ataku Organizacji Bojowej PPS na rosyjski pociąg pancerny pod Milanówkiem.
- 1907 – Powołano Związek Buchalterów w Warszawie obejmujący swym zasięgiem Królestwo Polskie. Obecnie funkcjonuje pod nazwą Stowarzyszenie Księgowych w Polsce.
- 1920 – Ustąpił rząd Leopolda Skulskiego.
- 1936 – W Gdyni policja otworzyła ogień do strajkujących robotników, zabijając jedną osobę i raniąc 9.
- 1942 – W nocy z 8 na 9 czerwca w okolicy osady Kamienna Karczma na Pomorzu członkowie polskiego ruchu oporu z Tajnej Organizacji Wojskowej „Gryf Pomorski” dokonali zamachu na pociąg, którym miał jechać Adolf Hitler. Ponieważ plan podróży Hitlera został przez niego zmieniony w ostatniej chwili, zamachowcy wysadzili w powietrze inny skład.
- 1943 – W odwecie za zabicie przez AK gestapowców Kappa i Tierlinga Niemcy przeprowadzili masowe aresztowania mieszkańców Jędrzejowa. 11 osób zastrzelono w miejscu ich zamieszkania, a 25 wywieziono do Kielc na śledztwo, w efekcie którego znaleźli się w obozie Auschwitz.
- 1944:
  - Niemiecka żandarmeria spacyfikowała wieś Świdry-Awissa na Mazowszu, zabijając 10 osób.
  - Rozpoczęła się bitwa w Lasach Janowskich i Puszczy Solskiej, największa bitwa partyzancka na ziemiach polskich podczas II wojny światowej.
- 1945 – Rozpoczął działalność Teatr Lalki, Maski i Aktora Groteska w Krakowie.
- 1946 – Uroczysta inauguracja polskiego Uniwersytetu Wrocławskiego.
- 1951 – W Lęborku odnotowano czerwcowe minimum temperatury w Polsce (–3,4 °C).
- 1956 – 5 górników zginęło w wyniku wybuchu gazu w KWK „Siemianowice”.
- 1976 – Wybuchł najpoważniejszy pożar w powojennej historii kościoła garnizonowego (bazyliki św. Elżbiety) we Wrocławiu, który strawił dach, część sklepienia nawy głównej, barokowe organy Michaela Englera oraz znaczną część drewnianego wyposażenia.
- 1984 – Marian Woronin ustanowił w trakcie Memoriału Janusza Kusocińskiego w Warszawie rekord Europy w biegu na 100 metrów (10,00 s).
- 1991 – Zakończyła się czwarta pielgrzymka papieża Jana Pawła II do Polski
- 1997 – Podczas mszy św. w Krośnie Jan Paweł II kanonizował Jana z Dukli.
- 2000:
  - Ukazał się album Kazika Staszewskiego Melassa.
  - Utworzono Euroregion Beskidy.
- 2006 – Sejm RP przyjął ustawy powołujące Centralne Biuro Antykorupcyjne i Służbę Kontrwywiadu Wojskowego.
- 2011 – Premiera filmu Róża w reżyserii Wojciecha Smarzowskiego.
- 2024 – Odbyły się wybory do Parlamentu Europejskiego.

## Wydarzenia na świecie

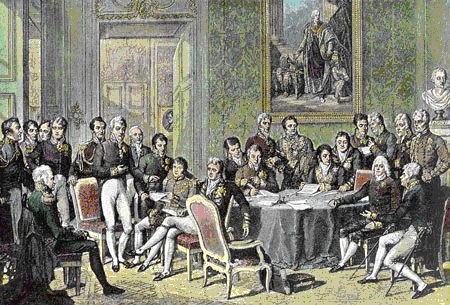
Obrady Kongresu wiedeńskiego (1814–1815) na rycinie z epoki

- 53 p.n.e. – Bitwa pod Carrhae pomiędzy legionami republiki rzymskiej dowodzonymi przez Krassusa a Partami, zakończona jedną z największych klęsk w historii starożytnego Rzymu.
- 19 p.n.e. – W Rzymie otwarto akwedukt Aqua Virgo.
- 53 – Cesarz rzymski Neron ożenił się ze swą przybraną siostrą Oktawią.
- 68 – Neron popełnił samobójstwo. Nowym cesarzem został Galba.
- 193 – Po przejęciu władzy nad większością Imperium Rzymskiego Septymiusz Sewer odbył w Rzymie triumfalny pochód.
- 721 – Zwycięstwo Franków nad Arabami w bitwie pod Tuluzą.
- 1075 – Została stoczona bitwa pod Homburgiem nad Unstrutą między wojskami saskimi i niemieckimi.
- 1311 – Obraz Maestà Duccia di Buoninsegni został przeniesiony w uroczystej procesji do katedry w Sienie.
- 1526 – Go-Nara został cesarzem Japonii.
- 1534 – Jacques Cartier jako pierwszy Europejczyk wpłynął na Rzekę Świętego Wawrzyńca w dzisiejszej Kanadzie.
- 1572 – Henryk IV Burbon został królem Nawarry.
- 1590 – Pożar strawił niemal doszczętnie zabudowę Insterburga (obecnie Czerniachowsk w obwodzie królewieckim).
- 1660 – Król Francji Ludwik XIV ożenił się z Marią Teresą Hiszpańską.
- 1788 – W Londynie założono Towarzystwo Afrykańskie.
- 1793 – I koalicja antyfrancuska: armia francuska pokonała Austriaków w bitwie pod Arlon i zajęła miasto.
- 1798 – Rewolucja irlandzka: stoczono bitwy pod Arklow i pod Saintfield.
- 1800 – II koalicja antyfrancuska: zwycięstwo wojsk francuskich nad austriackimi w bitwie pod Montebello.
- 1809 – Wojna na Półwyspie Iberyjskim: zwycięstwo wojsk hiszpańskich nad francuskimi w bitwie pod Puente Sanpayo.
- 1815 – Podpisano akt końcowy Kongresu wiedeńskiego.
- 1827 – Otwarto Cmentarz Północny w mieście Solna pod Sztokholmem.
- 1832 – Papież Grzegorz XVI ogłosił encyklikę Cum primum potępiającą uczestników powstania listopadowego.
- 1833 – Dubaj uzyskał prawa miejskie.
- 1857 – Podczas wjazdu papieża Piusa IX do Bolonii wykonano po raz pierwszy skomponowany przez Viktorina Hallmayera Wielki Marsz Triumfalny, który był drugim hymnem papieskim oraz hymnem Stolicy Apostolskiej w latach 1857–1949.
- 1859 – Została założona brytyjska Partia Liberalna.
- 1862 – Wojna secesyjna: zwycięstwo Konfederatów w bitwie pod Port Republic.
- 1863 – Wojna secesyjna: nierozstrzygnięta bitwa pod Brandy Station.
- 1864 – Wojna secesyjna: wojska Unii rozpoczęły oblężenie Petersburga w Wirginii.
- 1884:
  - Poświęcono protestancką katedrę Aleksandra w estońskiej Narwie.
  - W Berlinie rozpoczęto budowę gmachu parlamentu Rzeszy.
- 1894 – Marcos Morínigo został prezydentem Paragwaju.
- 1898 – Chiny wydzierżawiły na 99 lat Hongkong Wielkiej Brytanii.
- 1905 – Założono angielski klub piłkarski Charlton Athletic F.C.
- 1912 – Kitchener (wówczas Berlin) w kanadyjskiej prowincji Ontario uzyskało prawa miejskie.
- 1914:
  - Alexandre Ribot został po raz trzeci premierem Francji.
  - Zwodowano francuski okręt podwodny „Amphitrite”.
- 1920 – W Londynie otwarto Imperial War Museum.
- 1923 – W Bułgarii w wyniku wojskowego zamachu stanu został obalony i 5 dni później zamordowany premier Aleksandyr Stambolijski.
- 1928 – Charles Kingsford Smith i Charles Ulm na samolocie Fokker F.VII przelecieli po raz pierwszy (w dniach 31 maja-9 czerwca) nad Pacyfikiem, pokonując trasę o długości 12 tys. km między Oakland w Kalifornii a Brisbane w Australii, z międzylądowaniami na Hawajach i Fidżi.
- 1934 – Premiera pierwszego filmu animowanego z Kaczorem Donaldem.
- 1937 – Działacze antyfaszystowscy Carlo i Nello Rosselli zostali zamordowani we Francji przez włoską bojówkę faszystowską.
- 1940 – Zwodowano włoski pancernik „Roma”.
- 1941:
  - Operacja „Exporter”: zwycięstwo Aliantów nad wojskami Francji Vichy w bitwie nad rzeką Litani w Libanie.
  - W holenderskim Doorn odbył się pogrzeb ostatniego cesarza Niemiec Wilhelma II Hohenzollerna.

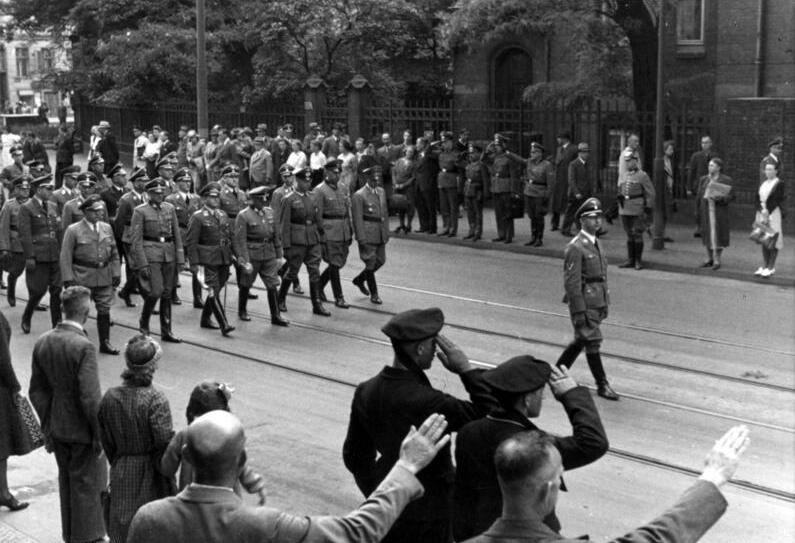
Kondukt pogrzebowy w Berlinie, 9 czerwca 1942. Pogrzeb Heydricha był największą tego rodzaju uroczystością w dziejach III Rzeszy.

- 1942 – W Berlinie odbył się pogrzeb protektora Czech i Moraw Reinharda Heydricha
- 1944:
  - Front zachodni: taktyczne zwycięstwo Aliantów w bitwie morskiej koło wyspy Ouessant na kanale La Manche.
  - Premiera amerykańskiego horroru science fiction Zemsta niewidzialnego człowieka w reżyserii Forda Beebe’a.
  - W miejscowości Tulle w środkowej Francji Niemcy powiesili na latarniach i balustradach balkonowych 99 cywilów.
  - Wojna na Pacyfiku: japoński niszczyciel „Tanikaze“ został storpedowany i zatopiony na Morzu Sulu przez okręt podwodny USS „Harder“, w wyniku czego zginęło 114 spośród 240 członków załogi.
- 1946 – Bhumibol Adulyadej został królem Tajlandii.
- 1948:
  - Weszła w życie konstytucja, określająca nowo powstałą Republikę Czechosłowacką jako demokrację ludową.
  - W Paryżu założono Międzynarodową Radę Archiwów (ICA).
- 1950 – Przeprowadzono masowe aresztowania i deportacje do obozów 322 węgierskich księży i zakonników oraz ponad 600 zakonnic.
- 1953 – 94 osoby zginęły, a ok. 1300 zostało rannych w wyniku przejścia tornada nad Worcester w stanie Massachusetts.
- 1957 – Austriacka wyprawa weszła po raz pierwszy na wierzchołek ośmiotysięcznika Broad Peak w Karakorum.
- 1958:
  - Królowa Elżbieta II dokonała otwarcia Portu lotniczego Londyn-Gatwick.
  - Luis Gallo Porras został premierem Peru.
  - W Borgo San Lorenzo we włoskiej Toskanii w wieku 17 lat padł kundel o imieniu Fido, który od śmierci swego pana w czasie bombardowania w 1943 roku czekał na niego każdego dnia na przystanku autobusowym.
- 1959 – Zwodowano podwodny okręt atomowy USS „George Washington”, pierwszy przenoszący pociski balistyczne.
- 1962:
  - Papież Jan XXIII erygował diecezję Veracruz w Meksyku.
  - Proklamowano Republikę Tanganiki.
- 1963 – Fernando Belaúnde Terry wygrał wybory prezydenckie w Peru.
- 1964 – Lal Bahadur Shastri został premierem Indii.
- 1967 – Wojna sześciodniowa: wojska izraelskie zajęły pozycje wzdłuż całego Kanału Sueskiego.
- 1970 – 34 górników utonęło po przedostaniu się wody po oberwaniu chmury do kopalni węgla kamiennego „Dukla“ w miejscowości Šardice koło Hodonína w Czechach.
- 1971 – Abdul Zahir został premierem Afganistanu.
- 1972:
  - 238 osób zginęło, a 3057 zostało rannych w wyniku powodzi w Rapid City w Dakocie Południowej.
  - Bruce Springsteen podpisał kontrakt na nagranie 10 płyt z wytwórnią Columbia Records.
- 1974 – Portugalia i ZSRR nawiązały stosunki dyplomatyczne.
- 1975 – 11 osób (10 więźniów i strażnik) zginęło, a 34 odniosło obrażenia w pożarze więzienia w Sanford na Florydzie.
- 1976 – W stolicy Mauretanii Nawakszut został zamordowany przez członków Frontu Polisario pierwszy prezydent Sahary Zachodniej Al-Wali Mustafa as-Sajjid.
- 1980 – Zakończyła się misja załogowa Sojuz T-2 na stację kosmiczną Salut 6.
- 1983:
  - Mário Soares został po raz drugi premierem Portugalii.
  - Rządząca Partia Konserwatywna wygrała wybory parlamentarne w Wielkiej Brytanii.
- 1993:
  - Odbył się ślub cesarza Japonii Naruhito z Masako Owadą.
  - Premiera filmu science fiction Jurassic Park w reżyserii Stevena Spielberga.

- 1997 – Amerykańska stacja telewizyjna FOX wyemitowała ostatni odcinek serialu komediowego Świat według Bundych.
- 1999 – Wojna w Kosowie: podpisano porozumienie o warunkach wycofania wojsk serbskich z Kosowa oraz wejścia do prowincji sił międzynarodowych KFOR.
- 2002 – Ahmed Mohamed Ag Hamani został premierem Mali.
- 2006:
  - Na plaży w Beit Lahia w Strefie Gazy w wyniku izraelskiego ostrzału artyleryjskiego zginęło 8 Palestyńczyków, a około 30 zostało rannych.
  - W Niemczech rozpoczęły się XVIII Mistrzostwa Świata w Piłce Nożnej. W swym pierwszym meczu grupowym reprezentacja Polski przegrała w Gelsenkirchen z Ekwadorem 0:2.
- 2008 – 20 osób zginęło w wyniku wybuchu bomby na dworcu autobusowym w Al-Buwajra w północnej Algierii.
- 2009 – Co najmniej 17 osób zginęło, a 46 zostało rannych w zamachu na hotel w pakistańskim Peszawarze.
- 2010 – W wyborach parlamentarnych w Holandii zwyciężyła Partia Ludowa na rzecz Wolności i Demokracji (VVD) z Markiem Rutte na czele.
- 2011 – Otwarto stadion piłkarski Children’s Mercy Park w Kansas City.
- 2012 – 40 osób zginęło, a ponad 70 zostało rannych w zamachu bombowym na uczestników wesela w afgańskim Kandaharze.
- 2017 – Premier RP Beata Szydło i premier Danii Lars Løkke Rasmussen podpisali w Kopenhadze memorandum w sprawie budowy gazociągu Baltic Pipe.
- 2019 – Kasym-Żomart Tokajew wygrał w pierwszej turze przedterminowe wybory prezydenckie w Kazachstanie.
- 2021 – Były premier Uchnaagijn Chürelsüch wygrał w pierwszej turze wybory prezydenckie w Mongolii.

## Urodzili się
- 1309 – Ruprecht I Wittelsbach, elektor Palatynatu Reńskiego (zm. 1390)
- 1424 – Blanka II z Nawarry, królowa Nawarry, księżna Asturii (zm. 1464)
- 1508 – Primož Trubar, słoweński duchowny protestancki, pisarz (zm. 1586)
- 1520 – Constantin Ferber I, niemiecki polityk, burmistrz Gdańska (zm. 1588)
- 1580 – Daniel Heinsius, flamandzki poeta, filolog, historiograf (zm. 1655)
- 1588 – (data chrztu) Johann Andreas Herbst, niemiecki kompozytor (zm. 1666)
- 1595 – Władysław IV Waza, król Polski, tytularny król Szwecji (zm. 1648)
- 1597 – Pieter Jansz Saenredam, holenderski malarz, grafik (zm. 1665)
- 1640 – Leopold I Habsburg, cesarz rzymski (zm. 1705)
- 1648 – Giuseppe Vallemani, włoski kardynał (zm. 1725)
- 1660 – Ludwik Antoni von Pfalz-Neuburg, niemiecki książę, duchowny katolicki, biskup Wormacji, wielki mistrz zakonu krzyżackiego (zm. 1694)
- 1661 – Fiodor III Romanow, car Rosji (zm. 1682)
- 1672 – Piotr I Wielki, car Rosji (zm. 1725)
- 1686 – Andriej Ostermann, rosyjski polityk pochodzenia niemieckiego (zm. 1747)
- 1697 – August Ludwik, książę Anhalt-Köthen, generalleutnant armii pruskiej (zm. 1755)
- 1702 – Franciszek Kazimierz Dowgiałło, polski duchowny katolicki, biskup sufragan inflancki (zm. 1766)
- 1751 – Jan Gorczyczewski, polski poeta, tłumacz, pedagog (zm. 1823)
- 1770 – Ferdinando Maria Pignatelli, włoski duchowny katolicki, arcybiskup Palermo, kardynał (zm. 1853)
- 1775 – Georg Friedrich Grotefend, niemiecki epigrafik, lingwista (zm. 1853)
- 1781 – George Stephenson, brytyjski inżynier, konstruktor (zm. 1848)
- 1787 – Frédéric Cailliaud, francuski przyrodnik, mineralog, konchiolog (zm. 1869)
- 1796 – Carl Ludwig Blume, niemiecki botanik (zm. 1862)
- 1800 – Kazimierz Aleksander Pułaski, polski duchowny katolicki, działacz Towarzystwa Patriotycznego w powstaniu listopadowym, publicysta, działacz emigracyjny, karbonariusz (zm. 1838)
- 1801 – Antoni Józef Szabrański, polski prawnik, pisarz, tłumacz (zm. 1882)
- 1803 – Adolf Januszkiewicz, polski pisarz, podróżnik, zesłaniec (zm. 1857)
- 1806 – Ludwik III, wielki książę Hesji-Darmstadt (zm. 1877)
- 1810 – Otto Nicolai, niemiecki kompozytor, dyrygent (zm. 1849)
- 1812 – Johann Gottfried Galle, niemiecki astronom (zm. 1910)
- 1818 – Wiktor Zbyszewski, polski prawnik, polityk, burmistrz Rzeszowa (zm. 1896)
- 1820 – János Hunfalvy, węgierski geograf, wykładowca akademicki (zm. 1888)
- 1821 – Alois Scholz, austriacki przedsiębiorca (zm. 1883)
- 1829 – Gaetano Braga, włoski kompozytor, wiolonczelista (zm. 1907)
- 1830 – Henry Peach Robinson, brytyjski fotograf, teoretyk fotografii (zm. 1901)
- 1832 – Gustave Droz, francuski malarz, pisarz (zm. 1895)
- 1836 – Elizabeth Garrett Anderson, brytyjska lekarka (zm. 1917)
- 1837:
  - Helena Mierowa, polska hrabina, działaczka charytatywna (zm. 1916)
  - Michał Rua, włoski salezjanin, błogosławiony (zm. 1910)
- 1839 – Paul Sorauer, niemiecki botanik, fitopatolog, mykolog (zm. 1916)
- 1840 – Akaki Cereteli, gruziński prozaik, poeta, publicysta (zm. 1915)
- 1843 – Bertha von Suttner, austriacka pacyfistka, pisarka, laureatka Pokojowej Nagrody Nobla (zm. 1914)
- 1847 – Camillo Siciliano di Rende, włoski duchowny katolicki, biskup Tricarico, arcybiskup metropolita Benewentu, nuncjusz apostolski, kardynał (zm. 1897)
- 1850:
  - John Gill Jr., amerykański polityk (zm. 1918)
  - Wilhelm Roux, niemiecki zoolog, embriolog (zm. 1924)
- 1851:
  - Charles Joseph Bonaparte, amerykański polityk pochodzenia francuskiego (zm. 1921)
  - Bronisław Znatowicz, polski chemik, fizjograf, wykładowca akademicki (zm. 1917)
- 1852 – Jan Felicjan Owidzki, polski malarz (zm. 1913)
- 1855:
  - Eduard Arning, niemiecko-brytyjski dermatolog, wenerolog, wykładowca akademicki (zm. 1936)
  - Władimir Cziż, rosyjski psychiatra, wykładowca akademicki (zm. 1922)
  - Felicjan Feliński, polski aktor, śpiewak operetkowy, dyrektor teatrów (zm. 1914)
- 1856 – Aharon Dawid Gordon, rosyjski filozof, pisarz, pedagog, działacz syjonistyczny pochodzenia żydowskiego (zm. 1922)
- 1857 – Teodor Buchholz, polsko-rosyjski malarz (zm. 1942)
- 1858 – Otto Rieth, niemiecki architekt, malarz, rzeźbiarz (zm. 1911)
- 1859 – Doveton Sturdee, brytyjski admirał (zm. 1925)
- 1863 – Krescencja Valls Espí, hiszpańska działaczka Akcji Katolickiej, męczennica, błogosławiona (zm. 1936)
- 1865 – Carl Nielsen, duński kompozytor, dyrygent (zm. 1931)
- 1867 – Władysław Stesłowicz, polski prawnik, polityk, poseł na Sejm Ustawodawczy, minister poczt i telegrafów (zm. 1940)
- 1868 – Laurens Meintjes, południowoafrykański kolarz torowy (zm. 1941)
- 1871 – Manuel Franco, paragwajski prawnik, polityk, prezydent Paragwaju (zm. 1919)
- 1872 – Kote Mardżaniszwili, gruziński aktor, reżyser teatralny i filmowy (zm. 1933)
- 1875 – Henry Hallett Dale, brytyjski fizjolog, farmakolog, laureat Nagrody Nobla (zm. 1968)
- 1877 – Titta Ruffo, włoski śpiewak operowy (baryton) (zm. 1953)
- 1878:
  - Marian Rembowski, polski polityk, wojewoda łódzki i białostocki (zm. 1961)
  - Stefan Leon Skibniewski, polski duchowny katolicki, wikariusz generalny archidiecezji Korfu w Grecji, protonotariusz apostolski, profesor filozofii chrześcijańskiej (zm. 1942)
- 1879 – Joseph Avenol, francuski dyplomata, sekretarz generalny Ligi Narodów (zm. 1952)
- 1880 – Stanisław Szpotański, polski historyk, pisarz, dziennikarz, publicysta, dyplomata (zm. 1936)
- 1881:
  - Antoni Jaroszewicz, polski finansista, przemysłowiec (zm. 1970)
  - Konrad Kolszewski, polski prawnik, adwokat (zm. 1945)
  - Felix von Luckner, niemiecki arystokrata, oficer marynarki, pisarz (zm. 1966)
  - Iwan Łuckiewicz, białoruski działacz ruchu narodowego, publicysta, archeolog, krajoznawca (zm. 1919)
- 1882 – Bobby Kerr, kanadyjski lekkoatleta, sprinter pochodzenia irlandzkiego (zm. 1963)
- 1885:
  - John Edensor Littlewood, brytyjski matematyk (zm. 1977)
  - Felicjan Sławoj Składkowski, polski generał dywizji, polityk, minister spraw wewnętrznych, premier RP (zm. 1962)
  - Ana Štěrba-Böhm, słoweńska chemik, naukowiec (zm. 1936)
- 1886 – Witold Giełżyński, polski dziennikarz, publicysta, wolnomularz (zm. 1966)
- 1887 – Maria Bianka Mossoczy, polska malarka, literatka (zm. 1929)
- 1888 – Władysław Żurawski, polski malarz, grafik, pedagog (zm. 1963)
- 1891 – Cole Porter, amerykański kompozytor, autor piosenek (zm. 1964)
- 1893:
  - Tymoteusz Chwiedoszczenia, białoruski i polski wojskowy, działacz narodowo-kulturalny (zm. 1977)
  - Kazimierz Eustachiewicz, polski urzędnik, polityk (zm. 1962)
  - Nikołaj Skoblin, rosyjski generał (zm. prawdopod. 1938)
- 1894:
  - Jan Andrysiak, polski porucznik, działacz ludowy i komunistyczny, uczestnik powstania warszawskiego, polityk (zm. 1966)
  - Nedo Nadi, włoski szablista, florecista (zm. 1940)
- 1895:
  - Ernst Kaufmann, szwajcarski kolarz torowy i szosowy (zm. 1943)
  - Lottie Pickford, kanadyjska aktorka (zm. 1936)
  - Kurt Zeitzler, niemiecki generał (zm. 1963)
  - Antoni Żabko-Potopowicz, polski ekonomista rolnictwa, historyk gospodarczy, pionier historii leśnictwa (zm. 1980)
- 1898:
  - Luigi Fagioli, włoski kierowca wyścigowy (zm. 1952)
  - Curzio Malaparte, włoski pisarz, dziennikarz (zm. 1957)
  - Renate von Natzmer, niemiecka urzędniczka, agentka polskiego wywiadu (zm. 1935)
- 1899:
  - Slip Carr, australijski lekkoatleta, sprinter, rugbysta (zm. 1971)
  - Władysław Szymkowiak, polski księgowy, działacz śpiewaczy (zm. 1951)
- 1900:
  - Jan Izydorczyk, polski polityk, poseł na Sejm PRL, dyplomata (zm. 1974)
  - Fred Waring, amerykański kompozytor, lider big-bandu, osobowość radiowo-telewizyjna (zm. 1984)
- 1901:
  - Pawieł Łukjanienko, radziecki selekcjoner roślin, ogrodnik (zm. 1973)
  - Feliciano Perducca, argentyński piłkarz (zm. 1976)
- 1902:
  - Skip James, amerykański muzyk i wokalista bluesowy (zm. 1969)
  - Kazimierz Maślankiewicz, polski geolog, mineralog (zm. 1981)
- 1903:
  - Felice Bonetto, włoski kierowca wyścigowy (zm. 1953)
  - Aleksander Krajewski, polski dyplomata (zm. 1997)
- 1905 – Antoni Chomicz, polski podporucznik, żołnierz AK (zm. 1944)
- 1906 – Rudolf Wolke, niemiecki kolarz szosowy (zm. 1979)
- 1907 – Władysław Smereka, polski duchowny katolicki, biblista, tłumacz (zm. 1983)
- 1908:
  - Robert Cummings, amerykański aktor (zm. 1990)
  - Imre Markos, węgierski piłkarz, trener (zm. 1960)
  - Felicjan Zygmunt Piątkowski, polski kartograf, poligraf (zm. 2004)
  - Elżbieta Wassongowa, polska tłumaczka, redaktor książek pochodzenia żydowskiego (zm. 2007)
- 1909:
  - Dawid Frankfurter, austriacki zamachowiec pochodzenia żydowskiego (zm. 1982)
  - José Luis López Aranguren, hiszpański filozof, eseista (zm. 1996)
  - Michael Szwarc, brytyjski i amerykański chemik pochodzenia polsko-żydowskiego (zm. 2000)
- 1910:
  - Andrzej Banach, polski pisarz, filozof, krytyk artystyczny, podróżnik, kolekcjoner dzieł sztuki (zm. 1990)
  - Gavino Matta, włoski bokser (zm. 1954)
- 1911:
  - Leopold Kielholz, szwajcarski piłkarz, trener (zm. 1980)
  - Władysław Lemiszko, polski hokeista (zm. 1988)
  - Maclyn McCarty, amerykański biolog (zm. 2005)
  - Frank McCormick, amerykański baseballista (zm. 1982)
- 1912:
  - Józef Gójski, polski ekonomista, publicysta, polityk (zm. 1982)
  - Irena Jadwiga Kozłowska, polska pisarka, nauczycielka (zm. 1992)
- 1913:
  - Jean Nicolas, francuski piłkarz (zm. 1978)
  - Patrick Steptoe, brytyjski ginekolog (zm. 1988)
- 1914 – Flora Bieńkowska, polska pisarka, poetka, dramatopisarka (zm. 1990)
- 1915:
  - Kazimierz Dux, polski onkolog (zm. 2001)
  - Les Paul, amerykański gitarzysta jazzowy, konstruktor gitar elektrycznych (zm. 2009)
- 1916:
  - Jurij Brězan, serbołużycki pisarz (zm. 2006)
  - Robert S. McNamara, amerykański polityk, sekretarz obrony USA (zm. 2009)
- 1917:
  - Eric Hobsbawm, brytyjski historyk (zm. 2012)
  - Józef Kossakowski, polski ichtiolog, żołnierz AK (zm. 1988)
  - Karel Ooms, holenderski piłkarz (zm. 1970)
  - Herta Ware, amerykańska aktorka, działaczka polityczna (zm. 2005)
- 1918 – John Hospers, amerykański polityk (zm. 2011)
- 1919:
  - Izaak Bolesławski, ukraiński szachista, teoretyk szachowy pochodzenia żydowskiego (zm. 1977)
  - Józef Margules, polski pułkownik, historyk (zm. 2008)
- 1920:
  - Pierre Lambert, francuski polityk trockistowski (zm. 2008)
  - Paul Mebus, niemiecki piłkarz (zm. 1993)
- 1921 – Jerry Dunphy, amerykański dziennikarz (zm. 2002)
- 1922:
  - George Axelroad, amerykański reżyser filmowy (zm. 2003)
  - Peter Beazley, brytyjski menedżer, polityk (zm. 2004)
  - John Gillespie Magee, amerykański pilot wojskowy, poeta (zm. 1941)
- 1923:
  - Antoni Barwiński, polski piłkarz (zm. 2005)
  - Donald Cabral Reid, dominikański przedsiębiorca, adwokat, wojskowy, polityk, prezydent Dominikany (zm. 2006)
  - Gerald Götting, niemiecki polityk (zm. 2015)
  - René Gracida, amerykański duchowny katolicki, biskup Corpus Christi pochodzenia meksykańsko-francuskiego
  - Lubomir Tomaszewski, polski malarz, rzeźbiarz, projektant porcelany, pedagog (zm. 2018)
- 1924:
  - Paweł Podbiał, polski działacz partyjny, prezydent Katowic (zm. 1982)
  - Tadeusz Żmudziński, polski pianista, pedagog (zm. 1992)
- 1925:
  - Brandãozinho, brazylijski piłkarz (zm. 2000)
  - Margaret Rhodes, brytyjska arystokratka (zm. 2016)
  - Don Ritchie, australijski działacz społeczny (zm. 2012)
- 1926:
  - Mona Freeman, amerykańska aktorka (zm. 2014)
  - Georgia Holt, amerykańska aktorka, piosenkarka (zm. 2022)
  - Władysław Kwaśniewicz, polski socjolog, wykładowca akademicki (zm. 2004)
  - Happy Rockefeller, amerykańska druga dama (zm. 2015)
  - Jerzy Vaulin, polski dokumentalista, zabójca, agent MBP (zm. 2015)
  - Jan Załęski, polski polityk, minister przemysłu spożywczego i skupu (zm. 1984)
- 1927:
  - Gieorgij Ball, rosyjski pisarz (zm. 2011)
  - Jerzy Zabłocki, polski malarz, grafik, wykładowca akademicki (zm. 1993)
  - Helmut Zilk, austriacki polityk, burmistrz Wiednia (zm. 2008)
- 1928:
  - Wolfgang Brezinka, niemiecki pedagog, filozof (zm. 2020)
  - Wirgiliusz Gryń, polski aktor (zm. 1986)
  - Jackie Mason, amerykański aktor, komik (zm. 2021)
  - Krystyna Niżyńska, polska harcerka, sanitariuszka w powstaniu warszawskim (zm. 1944)
  - Mieczysław Sikorski, polski generał brygady (zm. 1991)
- 1929 – Marian Myszka, polski polityk, poseł na Sejm PRL (zm. 2020)
- 1930:
  - Bogusław Bijak, polski duchowny katolicki, prałat (zm. 2011)
  - Lin Carter, amerykański pisarz science fiction i fantasy, krytyk literacki (zm. 1988)
  - Ragnhilda, norweska księżniczka (zm. 2012)
- 1931:
  - Janusz Braszczyński, polski metalurg, wykładowca akademicki (zm. 2019)
  - Al Cantello, amerykański lekkoatleta, oszczepnik (zm. 2024)
  - Maciej Hibner, polski grafik, plakacista
  - Jadwiga Majka, polska lekkoatletka, oszczepniczka (zm. 2016)
  - Włodzimierz Mlak, polski matematyk, wykładowca akademicki (zm. 1994)
  - Zenon Witt, polski rolnik, polityk, poseł na Sejm RP (zm. 2019)
- 1932:
  - Stefan Grodziński, polski polityk, poseł na Sejm PRL (zm. 2012)
  - Zofia Hilczer-Kurnatowska, polska archeolog, historyk, wykładowczyni akademicka (zm. 2013)
  - Ryszard Mańka, polski bokser (zm. 2017)
  - Władysław Nowak, polski inżynier, profesor nauk technicznych (zm. 2025)
  - Maria Paradowska, polska historyk, etnolog, etnograf, wykładowczyni akademicka (zm. 2011)
- 1933:
  - Jan Gawroński, polski piłkarz (zm. 2023)
  - Jerzy Kolendo, polski historyk, archeolog (zm. 2014)
  - Vladivoj Tomek, czechosłowacki skaut, dowódca antykomunistycznej grupy zbrojnej (zm. 1960)
  - Don Young, amerykański polityk, kongresman (zm. 2022)
  - Jan Zdrojewski, polski aktor, pedagog (zm. 2001)
- 1934:
  - Helga Haase, niemiecka łyżwiarka szybka (zm. 1989)
  - Rolf Larcher, szwajcarski wioślarz (zm. 2024)
  - Stefan Macner, polski związkowiec, polityk, poseł na Sejm RP (zm. 2006)
  - Jackie Wilson, amerykański piosenkarz (zm. 1984)
- 1935:
  - Łukasz Czuma, polski ekonomista (zm. 2012)
  - Knut Ipsen, niemiecki prawnik (zm. 2022)
- 1936:
  - Åke Lundqvist, szwedzki aktor (zm. 2021)
  - Jürgen Schmude, niemiecki polityk, minister sprawiedliwości, minister edukacji i nauki (zm. 2025)
  - Girônimo Zanandréa, brazylijski duchowny katolicki, biskup Erexim (zm. 2019)
- 1938:
  - Pier Paolo Capponi, włoski aktor (zm. 2018)
  - Tengiz Kitowani, gruziński wojskowy, polityk, minister obrony (zm. 2023)
  - Tomislav Knez, jugosłowiański piłkarz
  - Charles Wuorinen, amerykański kompozytor, pianista, dyrygent, pedagog (zm. 2020)
- 1939:
  - Ileana Cotrubaș, rumuńska śpiewaczka operowa (sopran)
  - David Hobbs, brytyjski kierowca wyścigowy
  - Małgorzata Komorowska, polska muzyk, polonistka
  - Claudio Stagni, włoski duchowny katolicki
  - Charles Webb, amerykański pisarz (zm. 2020)
- 1940:
  - Claudio Azzolini, włoski dziennikarz, przedsiębiorca, polityk
  - Barry McDonald, australijski rugbysta (zm. 2020)
- 1941:
  - Kazimierz Głowacki, polski historyk sztuki i urbanistyki, heraldyk, zabytkoznawca, konserwator zabytków (zm. 2024)
  - Jerzy Gotowała, polski generał, historyk wojskowości
  - Jon Lord, brytyjski muzyk rockowy, kompozytor, współzałożyciel zespołu Deep Purple (zm. 2012)
  - Antoni Motyczka, polski naukowiec, inżynier, polityk, senator RP (zm. 2013)
  - Andrzej Sztolf, polski skoczek narciarski (zm. 2012)
- 1942:
  - Ulf Hannerz, szwedzki antropolog społeczny
  - Ambroży (Paraszkewow), bułgarski duchowny prawosławny, metropolita dorostolski (zm. 2020)
- 1943:
  - John Fitzpatrick, brytyjski kierowca wyścigowy
  - Joe Haldeman, amerykański pisarz science fiction
  - Charles Saatchi, brytyjski przedsiębiorca
- 1944
  - Christine Goitschel, francuska narciarka alpejska
  - Anna Rastawicka, polska działaczka katolicka
- 1945:
  - Piotr Chojnacki, polski prawnik, polityk, poseł na Sejm i senator RP
  - Tamara Jakżyna, rosyjska dziennikarka, reżyserka filmów dokumentalnych i edukacyjnych pochodzenia polskiego (zm. 2015)
  - Betty Mahmoody, amerykańska działaczka na rzecz praw kobiet i dzieci
  - Faina Mielnik, rosyjska lekkoatletka, dyskobolka pochodzenia żydowskiego (zm. 2016)
  - Luis Ocaña, hiszpański kolarz szosowy (zm. 1994)
- 1946:
  - James Kelman, brytyjski pisarz, dziennikarz
  - Piotr Madeja, polski inżynier-elektryk, samorządowiec, prezydent Siemianowic Śląskich (zm. 2024)
  - Gary Peterson, nowozelandzki żużlowiec (zm. 1975)
  - Robert Sara, austriacki piłkarz, trener
- 1947:
  - Janusz Bek, polski ekonomista
  - (lub 8 czerwca) Mick Box, brytyjski gitarzysta, członek zespołu Uriah Heep
  - Eugene Mallove, amerykański dziennikarz, wydawca (zm. 2004)
  - Charles Rabemananjara, malgaski polityk, premier Madagaskaru
  - Bohdan Smoleń, polski aktor, piosenkarz, satyryk, artysta kabaretowy (zm. 2016)
- 1948:
  - Petr Bucháček, czeski kolarz szosowy
  - Carlos Casamiquela, argentyński polityk, minister rolnictwa (zm. 2020)
  - Francescantonio Nolè, włoski duchowny katolicki, arcybiskup Cosenzy-Bisignano (zm. 2022)
- 1949:
  - Diane Craig, australijska aktorka
  - Roman Wojciechowski, polski wokalista rhytm and bluesowy, kompozytor
- 1950:
  - Ulrich Adam, niemiecki polityk
  - Trevor Bolder, brytyjski basista, członek zespołu Uriah Heep (zm. 2013)
  - Regina Krajnow, polska skoczkini do wody
  - Andrzej Liss, polski nauczyciel, polityk, poseł na Sejm RP (zm. 2019)
  - Marek Ładniak, polski koszykarz, trener
  - Karol Łużniak, polski związkowiec, polityk, poseł na Sejm RP
  - Jurij Szczekoczichin, rosyjski dziennikarz, polityk (zm. 2003)
- 1951:
  - Pete Gill, brytyjski perkusista
  - James Newton Howard, amerykański kompozytor muzyki filmowej
  - Dave Parker, amerykański baseballista (zm. 2025)
  - Brian Taylor, amerykański koszykarz
  - Terry Uttley, brytyjski gitarzysta, członek zespołu Smokie
- 1952:
  - Uzi Chitman, izraelski piosenkarz, kompozytor (zm. 2004)
  - Bülent Ersoy, turecka piosenkarka
  - Yousaf Raza Gilani, pakistański polityk, premier Pakistanu
  - Mieczysław Godyń, polski pisarz, tłumacz
  - Pavol Hrušovský, słowacki polityk
  - Billy Knight, amerykański koszykarz
  - Jerzy Półjanowicz, polski polityk, działacz samorządowy, wojewoda podlaski
- 1953:
  - Roman Karaś, polski prawnik, polityk, senator RP (zm. 2025)
  - Irena Lipowicz, polska prawnik, wykładowczyni akademicka, polityk, poseł na Sejm RP, rzecznik praw obywatelskich, dyplomatka
  - Paweł Pawłow, bułgarski zapaśnik
- 1954:
  - Paul Chapman, walijski gitarzysta rockowy, członek zespołu UFO (zm. 2020)
  - Jad Fair, amerykański gitarzysta, wokalista, członek zespołu Half Japanese
  - Edit Kovács, węgierska florecistka
  - Rhys Morgan, walijski rugbysta (zm. 2021)
- 1955:
  - Grzegorz Chrapkiewicz, polski aktor, reżyser teatralny
  - Tiébilé Dramé, malijski polityk, minister spraw zagranicznych (zm. 2025)
  - Jan Hrušínský, czeski aktor
  - Johann Pregesbauer, austriacki piłkarz
  - Jan Siuta, polski rzeźbiarz, malarz, filozof
  - Krzysztof Tusiewicz, polski reżyser, scenarzysta operator filmowy, fotografik
- 1956:
  - Joaquín Alonso, hiszpański piłkarz
  - Berit Aunli, norweska biegaczka narciarska
  - Nikołaj Conew, bułgarski wojskowy, menedżer, pedagog, polityk
  - Patricia Cornwell, amerykańska pisarka
  - Henryk Dyrda, polski polityk, poseł na Sejm RP
  - Stanisław Pytel, polski trener pięcioboju nowoczesnego
  - Rudolf Wojtowicz, polski piłkarz, trener
- 1958:
  - Tony Horwitz, amerykański pisarz, dziennikarz (zm. 2019)
  - Esko Rechardt, fiński żeglarz sportowy
- 1959:
  - Cristóvão Borges, brazylijski piłkarz, trener
  - Dimityr Dimitrow, bułgarski piłkarz, trener
  - Binjamin Ganc, izraelski generał porucznik, polityk
  - José Guirao, hiszpański muzealnik, polityk, minister kultury i sportu (zm. 2022)
  - Elly van Hulst, holenderska lekkoatletka, biegaczka średnio- i długodystansowa
  - Davey Moore, amerykański bokser (zm. 1988)
- 1960:
  - Attila Grószpéter, węgierski szachista
  - Andrzej Kryj, polski nauczyciel, samorządowiec, polityk, wicestarosta ostrowiecki, poseł na Sejm RP
  - Angelina Michajłowa, bułgarska koszykarka
- 1961:
  - Andreas Berger, austriacki lekkoatleta, sprinter
  - Didier Bienaimé, francuski aktor (zm. 2004)
  - Klaus Bischoff, niemiecki szachista
  - Radosław Figura, polski pisarz, scenarzysta filmowy
  - Michael J. Fox, kanadyjski aktor
  - Aleksandr Mozin, rosyjski łyżwiarz szybki
  - Aaron Sorkin, amerykański dramaturg, reżyser, scenarzysta i producent filmowy i telewizyjny pochodzenia żydowskiego
- 1962:
  - Katrin Buck, niemiecka lekkoatletka, skoczkini wzwyż
  - Catherine Néris, francuska i martynikańska pedagog, polityk, eurodeputowana
  - Günther Schäfer, niemiecki piłkarz, trener
- 1963:
  - Johnny Depp, amerykański aktor, reżyser, scenarzysta i producent filmowy, muzyk
  - Gisle Fenne, norweski biathlonista
  - David Koepp, amerykański reżyser i scenarzysta filmowy
  - Lesław Wieczorek, polski samorządowiec, starosta dąbrowski
  - Sławomir Zawiślak, polski polityk, poseł na Sejm RP
- 1964:
  - Marcin Ciempiel, polski basista, członek zespołów: XXCS, Wilki, Oddział Zamknięty, Maanam, Tilt, Fotoness i Apteka
  - Igor Griszczuk, białoruski koszykarz, trener
  - Gloria Reuben, kanadyjska aktorka
  - Jarosław Siwiński, polski kompozytor, pianista
  - Denis Zvizdić, bośniacki polityk, premier Bośni i Hercegowiny
- 1965:
  - Giuseppe Cipriani, włoski kierowca wyścigowy
  - Manuela Drescher, niemiecka biegaczka narciarska
  - Tomasz Kępiński, polski magister sztuki, aktor, reżyser, artysta konceptualny, dziennikarz, analityk rynku mediowego, menedżer, lobbysta, doradca public affairs, oblat benedyktyński
  - Szczepan Sadurski, polski satyryk, rysownik, karykaturzysta, dziennikarz
- 1966:
  - Bogusław Kośmider, polski duchowny katolicki
  - Ihor Płotko, ukraiński piłkarz
- 1967:
  - Sérgio Farias, brazylijski trener piłkarski
  - Mike Harris, kanadyjski curler
  - Michel Majerus, luksemburski artysta współczesny (zm. 2002)
  - Max Robert, francuski bobsleista
  - Robert Strąk, polski prawnik, polityk, poseł na Sejm RP
- 1968:
  - Niki Bakojani, grecka lekkoatletka, skoczkini wzwyż
  - Eddie Marsan, brytyjski aktor
- 1969:
  - Josh Hamilton, amerykański aktor
  - Jarosław Szymkowiak, polski żużlowiec, trener
  - Kenny Williams, amerykański koszykarz
  - Eric Wynalda, amerykański piłkarz
- 1970:
  - Zuzanna Donath-Kasiura, polska nauczycielka, samorządowiec, wicemarszałek województwa opolskiego
  - Ihar Fisienka, białoruski dyplomata
  - Jim Gruenwald, amerykański zapaśnik
  - Dariusz Kwolek, polski biochemik kliniczny, wykładowca akademicki
  - Rob Pardo, amerykański projektant gier komputerowych
- 1971:
  - Carlos Humberto Camacho, kolumbijski aktor, model
  - Gilles De Bilde, belgijski piłkarz
  - Jean Galfione, francuski lekkoatleta, tyczkarz
  - Piotr Hajduk, polski kompozytor, aranżer, wokalista, nauczyciel śpiewu, aktor
  - Edward Pasewicz, polski prozaik, dramaturg, poeta, kompozytor
  - Gordy Sheer, amerykański saneczkarz
  - Peter Skov-Jensen, duński piłkarz, bramkarz
  - Uładzimir Żurawiel, białoruski piłkarz, trener (zm. 2018)
- 1972:
  - Mariusz Bechta, polski historyk, publicysta
  - Sandro Cois, włoski piłkarz
  - Blue Raspberry, amerykańska wokalistka, członkini zespołu Wu-Tang Clan
  - Wes Scantlin, amerykański wokalista, członek zespołu Puddle of Mudd
  - Desisława Tanewa, bułgarska ekonomistka, prawnik, polityk
- 1973:
  - Olivier Doll, belgijski piłkarz
  - DJ Tocadisco, niemiecki didżej, muzyk, producent muzyczny
  - Thomas Hoff, amerykański siatkarz
  - Farah Touchi, francuska zapaśniczka
- 1974:
  - Martin Čížek, czeski piłkarz
  - Tomas Haugen, norweski muzyk, kompozytor, producent muzyczny, inżynier dźwięku, członek zespołu Emperor
  - Katarzyna Kierzek-Koperska, polska ekonomistka, działaczka samorządowa, polityk, poseł na Sejm RP
  - Jana Nejedly, kanadyjska tenisistka pochodzenia czeskiego
  - Dean Richards, angielski piłkarz (zm. 2011)
  - Antonín Šváb, czeski żużlowiec
- 1975:
  - Otto Addo, ghański piłkarz, trener
  - Paul Agostino, australijski piłkarz
  - Brian Magee, brytyjski bokser
  - Andrew Symonds, australijski krykiecista (zm. 2022)
  - Maciej Wysocki, polski muzyk, kompozytor, wokalista, raper, autor tekstów
  - Bartosz Żukowski, polski aktor
- 1976:
  - Sedat Artuç, turecki sztangista
  - Igor Miličić, chorwacki koszykarz, trener
  - Amisha Patel, indyjska aktorka
- 1977:
  - Ewa Andruszkiewicz, polska aktorka
  - Wioletta Frankiewicz, polska lekkoatletka, biegaczka długodystansowa
  - Jelena Panowa, rosyjska aktorka
  - Predrag Stojaković, serbski koszykarz
- 1978:
  - Artur Balczyński, polski aktor
  - Matthew Bellamy, brytyjski wokalista, muzyk, autor tekstów, członek zespołu Muse
  - Michaela Conlin, amerykańska aktorka
  - Adrian Diaconu, rumuński bokser
  - DJ Wich, czeski didżej, producent muzyczny
  - Noah Hickey, nowozelandzki piłkarz
  - Pierre Hola, tongański rugbysta
  - Miroslav Klose, niemiecki piłkarz pochodzenia polskiego
  - Thomas Lamparter, szwajcarski bobsleista
  - Heather Mitts, amerykańska piłkarka
  - Nando Neves, kabowerdeński piłkarz
  - Eric Papilaya, austriacki piosenkarz
  - Dionisia Thompson, kostarykańska siatkarka
- 1979:
  - Marek Cichosz, polski kolarz przełajowy (zm. 2012)
  - Émilie Loit, francuska tenisistka
  - Andrew Walker, kanadyjski aktor
- 1980:
  - Arto Aas, estoński polityk
  - Olga Chrżanowska, ukraińska siatkarka
  - James DeBello, amerykański aktor
  - Anthony Geslin, francuski kolarz szosowy
  - Marcos González, chilijski piłkarz pochodzenia brazylijskiego
  - Udonis Haslem, amerykański koszykarz
  - Jouni Kaitainen, fiński kombinator norweski
  - Piotr Łuka, polski siatkarz
  - Nikolai Novosjolov, estoński szpadzista
  - Lehlohonolo Seema, lesotyjski piłkarz
  - Marcin Wasilewski, polski piłkarz
  - Patrycja Włodarczyk, polska lekkoatletka, biegaczka średnio- i długodystansowa
- 1981:
  - Michel Garbini Pereira, brazylijski piłkarz
  - Anna Gostomelski, izraelska pływaczka
  - Justin Haber, maltański piłkarz, bramkarz
  - Bartłomiej Konieczny, polski piłkarz
  - Natalie Portman, amerykańska aktorka pochodzenia żydowskiego
  - Anoushka Shankar, brytyjska muzyk pochodzenia indyjskiego
  - Kasper Søndergaard Sarup, duński piłkarz ręczny
  - Duane van Staden, południowoafrykański zapaśnik
  - Kouyou Takashima, japoński gitarzysta, członek zespołu the GazettE
- 1982:
  - Mamuka Bachtadze, gruziński polityk, premier Gruzji
  - Reneilwe Letsholonyane, południowoafrykański piłkarz
  - Yoshito Ōkubo, japoński piłkarz
  - Roslinda Samsu, malezyjska lekkoatletka, tyczkarka
  - Christina Stürmer, austriacka piosenkarka
- 1983:
  - Alektra Blue, amerykańska aktorka pornograficzna
  - Erin Cafaro, amerykańska wioślarka
  - Kiriłł Kniaziew, rosyjski hokeista
  - Włade Łazarewski, macedoński piłkarz
- 1984:
  - Rafał Boguski, polski piłkarz
  - Ondřej Moravec, czeski biathlonista
  - Alex Rasmussen, duński kolarz szosowy i torowy
  - Wesley Sneijder, holenderski piłkarz
  - Masud Szodża’i, irański piłkarz
- 1985:
  - Farszad Alizade, irański zapaśnik
  - Sharon Day-Monroe, amerykańska lekkoatletka, wieloboistka
  - Almir Muchutdinow, kazachski piłkarz
  - Sebastian Telfair, amerykański koszykarz
  - Jan Wuytens, belgijski piłkarz
- 1986:
  - Paulina Biernat, polska tancerka, psycholog, prezenterka telewizyjna
  - Ewa Grzelakowska-Kostoglu, polska youtuberka
  - Mërgim Mavraj, albański piłkarz
  - Adamo Ruggiero, kanadyjski aktor pochodzenia włoskiego
  - Tieng Tiny, kambodżański piłkarz
- 1987:
  - Ali Khasif, emiracki piłkarz, bramkarz
  - (lub 1988) Flaviana Matata, tanzańska modelka
  - Timmy Trumpet, australijski didżej, producent muzyczny
  - Grzegorz Żygoń, polski wokalista, muzyk, autor tekstów, kompozytor, menedżer i producent muzyczny, członek zespołów: Rest In Pain, Symetria i Ziemia Zakazana
- 1988:
  - Datsik, kanadyjski didżej, producent muzyczny
  - Sara Isaković, słoweńska pływaczka
  - Joanna Majdan, polska szachistka
  - Tigran Gework Martirosjan, ormiański sztangista
  - Sokratis Papastatopulos, grecki piłkarz
- 1989:
  - Chloë Agnew, irlandzka wokalistka, członkini zespołu Celtic Woman
  - Julie Bresset, francuska kolarka górska
  - Nicholas Buckland, brytyjski łyżwiarz figurowy
  - Żargałma Cyrienowa, rosyjska zapaśniczka
  - Rafał Fleger, polski żużlowiec
  - Kenner Gutiérrez, kostarykański piłkarz
  - Matthew Lowton, angielski piłkarz
  - Jun Mizutani, japoński tenisista stołowy
  - Slavko Perović, serbski piłkarz
  - William Satch, brytyjski wioślarz
  - Josephine Tomic, australijska kolarka szosowa i torowa
  - Dídac Vilà, hiszpański piłkarz
- 1990:
  - Andreas Bernard, włoski hokeista, bramkarz
  - Morgane Charre, francuska kolarka górska
  - Darja Czikrizowa, rosyjska siatkarka
  - Matthias Mayer, austriacki narciarz alpejski
  - Martijn Oosterwijk, holenderski hokeista, bramkarz
  - Roger Rojas, honduraski piłkarz
- 1991:
  - Jamel Johnson, amerykański zapaśnik
  - Maciej Kot, polski skoczek narciarski
  - Sebastian Szymański, polski koszykarz
  - Alon Turgeman, izraelski piłkarz
  - Yura Yunita, indonezyjska piosenkarka
  - Zhou Yang, chińska łyżwiarka szybka, specjalistka short tracku
- 1992:
  - Yannick Agnel, francuski pływak
  - Marco Di Costanzo, włoski wioślarz
  - Wiktor Manakow, rosyjski kolarz torowy i szosowy
  - Gino Peruzzi, argentyński piłkarz
- 1993:
  - Sékou Condé, gwinejski piłkarz
  - Guillaume Martin, francuski kolarz szosowy
  - Peter Žulj, austriacki piłkarz pochodzenia chorwackiego
- 1994:
  - Gabriele Cimini, włoski szpadzista
  - Viktor Fischer, duński piłkarz
  - Patrycja Kaczor, polska koszykarka
  - Lee Hye-ri, południowokoreańska piosenkarka, aktorka
  -  Iván Márquez, hiszpański piłkarz
  - Alexander Schmid, niemiecki narciarz alpejski
- 1995:
  - Shamil Borchashvili, austriacki judoka pochodzenia czeczeńskiego
  - Radosław Dzierżak, polski szachista
  - Ethan Horvath, amerykański piłkarz, bramkarz pochodzenia węgierskiego
  - Zsolt Kalmár, węgierski piłkarz
  - Joti Polizoakis, niemiecki łyżwiarz figurowy pochodzenia grecko-czeskiego
  - Wałerija Strachowa, ukraińska tenisistka
  - Łukasz Żegleń, polski piłkarz
- 1996:
  - Benjamin Bonzi, francuski tenisista
  - Daniel Jervis, brytyjski pływak
  - Jauhienij Karalok, białoruski kolarz torowy
  - Joanna Pacak, polska siatkarka
  - Julia Tyszkiewicz, polska koszykarka
- 1997:
  - Shen Duo, chińska pływaczka
  - Ołeksij Zbuń, ukraiński piłkarz
- 1998 – Ben Loomis, amerykański kombinator norweski
- 1999:
  - Andrea Cola, włoski kierowca wyścigowy
  - Yuta Shimizu, japoński tenisista
- 2000:
  - Sofiane Diop, francuski piłkarz pochodzenia senegalskiego
  - Igor Janik, polski szachista
  - Diego Lainez, meksykański piłkarz
- 2001:
  - Lucas Da Cunha, francuski piłkarz pochodzenia portugalskiego
  - Xolo Maridueña, amerykański aktor pochodzenia meksykańsko-ekwadorsko-kubańskiego
  - Jahmi’us Ramsey, amerykański koszykarz
  - Sebastian Urbaniak, polski lekkoatleta, płotkarz
- 2002:
  - Nyla Burgess, kanadyjska zapaśniczka
  - Thomas Neill, australijski pływak
  - Alassane Sidibe, iworyjski piłkarz
- 2003:
  - Fazito, mozambicki piłkarz, bramkarz
  - Nikola Jović, serbski koszykarz
- 2004:
  - Sławomir Abramowicz, polski piłkarz, bramkarz
  - Carson Tyler, amerykański skoczek do wody

## Zmarli
- 53 p.n.e. – Marek Licyniusz Krassus, rzymski wódz, polityk (ur. 114 p.n.e.)
- 68 – Neron, cesarz rzymski (ur. 37)
- 373 – Efrem Syryjczyk, kaznodzieja, diakon, poeta, święty katolicki i prawosławny (ur. ok. 305)
- 597 – Kolumban Starszy, irlandzki zakonnik, misjonarz, święty (ur. 521)
- 630 – Szarbaraz, wódz perski (ur. ?)
- 1012:
  - Tagino, niemiecki duchowny katolicki, arcybiskup Magdeburga (ur. ok. 970)
  - Unger, niemiecki duchowny katolicki, misyjny biskup Polski (ur. ?)
- 1361 – Philippe de Vitry, francuski kompozytor, poeta (ur. 1291)
- 1523 – Diego de Deza, hiszpański duchowny katolicki, arcybiskup Sewilli, dominikanin, inkwizytor (ur. 1444)
- 1572 – Joanna d’Albret, królowa Nawarry (ur. 1528)
- 1586 – Filippo Boncompagni, włoski kardynał (ur. 1548)
- 1597 – Józef Anchieta, hiszpański jezuita, misjonarz, święty (ur. 1534)
- 1616 – Cornelis Schuyt, niderlandzki organista, kompozytor (ur. 1557)
- 1636 – Antoine de Paule, wielki mistrz zakonu joannitów (ur. ok. 1551)
- 1656 – Thomas Tomkins, walijski kompozytor (ur. 1572)
- 1671 – Sebastian von Rostock, niemiecki duchowny katolicki, biskup wrocławski, starosta generalny Śląska (ur. 1607)
- 1676 – Ernest Albrecht von Eberstein, saski i duński feldmarszałek (ur. 1605)
- 1717 – Madame Guyon, francuska mistyczka (ur. 1648)
- 1739 – Theodorus van der Croon, holenderski duchowny starokatolicki, arcybiskup Utrechtu (ur. 1668)
- 1747 – Samuel Crell-Spinowski, polski filozof, pastor i teolog braci polskich (ur. 1660)
- 1751 – John Machin, brytyjski matematyk, astronom (ur. 1680)
- 1805 – Adam Chmara, polski szlachcic, polityk (ur. 1720)
- 1809 – Franciszek Ksawery Chomiński, polski szlachcic, generał major wojsk litewskich, wojewoda mścisławski, marszałek Sejmu, konfederat barski, poeta, tłumacz i mówca sejmowy (ur. przed 1745)
- 1817 – Anne-Joseph Théroigne de Méricourt, francuska rewolucjonistka (ur. 1762)
- 1820 – Wilhelmina, księżniczka pruska (ur. 1751)
- 1825 – Paulina Bonaparte, siostra Napoleona (ur. 1780)
- 1832:
  - Friedrich von Gentz, niemiecki pisarz (ur. 1764)
  - Manuel del Pópulo Vicente García, hiszpański śpiewak i kompozytor operowy, pedagog (ur. 1775)
  - Siemion Woroncow, rosyjski dyplomata (ur. 1744)
- 1834 – William Carey, brytyjski misjonarz i kaznodzieja baptystyczny (ur. 1761)
- 1837 – Anna Maria Taigi, włoska mistyczka, błogosławiona (ur. 1769)
- 1840 – John Cockerill, brytyjski przedsiębiorca (ur. 1790)
- 1850 – Antoni Napoleon Ogrodowicz, polski szlachcic, powstaniec (ur. 1806)
- 1852:
  - Georg von Langsdorff, niemiecko-rosyjski arystokrata, polityk, lekarz, przyrodnik (ur. 1774)
  - Leopold Schulz-Strasznicki, austriacki matematyk, wykładowca akademicki (ur. 1803)
- 1855 – Piotr Michałowski, polski malarz, portrecista, animalista, batalista, organizator życia społecznego i gospodarczego (ur. 1800)
- 1857 – Ludwik Bergson, polski kupiec pochodzenia żydowskiego (ur. 1808)
- 1860 – Katarzyna Antonina Sowińska, polska działaczka patriotyczna i charytatywna (ur. 1776)
- 1863 – Dost Mohammad Chan, szach Afganistanu (ur. 1793)
- 1870 – Charles Dickens, brytyjski pisarz (ur. 1812)
- 1871:
  - Anna Atkins, brytyjska botanik, fotografka (ur. 1799)
  - Friedrich Ueberweg, niemiecki filozof, historyk filozofii (ur. 1826)
- 1873 – Wacław Pelikan, polski lekarz, chirurg, cenzor (ur. 1790)
- 1875:
  - Karol Libelt, polski filozof mesjanistyczny, działacz polityczny i społeczny (ur. 1807)
  - Paulina Wilkońska, polska pisarka, pamiętnikarka (ur. 1815)
- 1877 – Aleksy (Rżanicyn), rosyjski biskup prawosławny (ur. 1813)
- 1878 – Barthélemy Charles Joseph Dumortier, belgijski polityk, botanik (ur. 1797)
- 1884 – Aníbal Pinto, chilijski adwokat, polityk, prezydent Chile (ur. 1825)
- 1887 – Aleksander Karpiński, polski zoolog (ur. 1836)
- 1891 – Ludvig Lorenz, duński matematyk, fizyk (ur. 1829)
- 1894 – Karl Friedrich Louis Dobermann, niemiecki hodowca psów (ur. 1834)
- 1897 – Alvan Graham Clark, amerykański astronom, projektant teleskopów (ur. 1832)
- 1900 – Frances Margaret Taylor, brytyjska zakonnica, pisarka, Służebnica Boża (ur. 1832)
- 1909:
  - Fritz Overbeck, niemiecki malarz (ur. 1869)
  - Ignacy Stebelski, polski architekt (ur. 1863)
- 1910 – John Edgar, szkocki lekarz, archeolog amator (ur. 1862)
- 1911 – Samuel Bergson, polski kupiec pochodzenia żydowskiego (ur. 1829)
- 1912:
  - Ion Luca Caragiale, rumuński dramaturg, nowelista, poeta, dziennikarz (ur. 1852)
  - Józef Rodakowski, polski generał w służbie austro-węgierskiej (ur. 1830)
- 1913 – Aital Witoszyński, polski prawnik, urzędnik, burmistrz Sanoka pochodzenia rusińskiego (ur. 1846)
- 1917 – Edward Wawrykiewicz, polski inżynier kolejnictwa (ur. 1847)
- 1920 – Paul Bedjan, niemiecki misjonarz, orientalista (ur. 1838)
- 1921 – Jeanette Jerome, Amerykanka, matka Winstona Churchilla (ur. 1854)
- 1922:
  - William Gowland, brytyjski inżynier górniczy, architekt (ur. 1842)
  - Charles Lyttelton, brytyjski arystokrata, polityk (ur. 1842)
  - Władysław Ołtuszewski, polski laryngolog, logopeda, foniatra (ur. 1855)
- 1923:
  - Takeo Arishima, japoński pisarz (ur. 1878)
  - Helena Koburg, księżniczka brytyjska, księżna Szlezwiku-Holsztynu (ur. 1846)
  - Jan Tarczałowicz, polski architekt, historyk sztuki, inżynier, pedagog, działacz społeczny (ur. 1869)
- 1926:
  - Sanford B. Dole, hawajski prawnik, polityk (ur. 1844)
  - Władysław Mickiewicz, polski działacz emigracyjny, księgarz, bibliotekarz, publicysta, syn Adama (ur. 1838)
- 1927 – Victoria Woodhull, amerykańska feministka, polityk, dziennikarka, publicystka (ur. 1838)
- 1929:
  - Władimir Fogiel, radziecki aktor (ur. 1902)
  - Otto Serner, niemiecki malarz (ur. 1857)
- 1930:
  - Torjus Hemmestveit, norweski skoczek narciarski, specjalista kombinacji norweskiej (ur. 1860)
  - Arthur St. John Adcock, brytyjski pisarz, krytyk literacki (ur. 1864)
- 1931 – William Frederick Denning, brytyjski astronom (ur. 1848)
- 1932:
  - Edith Cowan, australijska działaczka społeczna, polityk (ur. 1861)
  - Kazimierz Hozer, polski pułkownik piechoty (ur. 1890)
  - Natalia Janotha, polska kompozytorka, pianistka (ur. 1856)
- 1933 – Hildegart Rodríguez Carballeira, hiszpańska działaczka społeczna, polityk (ur. 1914)
- 1936 – Alojzy Boccardo, włoski duchowny katolicki, błogosławiony (ur. 1861)
- 1937:
  - Carlo Rosselli, włoski dziennikarz, historyk, polityk, antyfaszysta (ur. 1899)
  - Nello Rosselli, włoski dziennikarz, historyk, polityk, antyfaszysta (ur. 1900)
- 1939:
  - Wasilij Korniew, radziecki polityk (ur. 1889)
  - Owen Moore, amerykański aktor pochodzenia irlandzkiego (ur. 1886)
- 1940 – Léo Lagrange, francuski adwokat, polityk (ur. 1900)
- 1941:
  - Wilhelm Czarnecki, polski rotmistrz (ur. 1888)
  - Józef Lehrer, polski dyrygent, kompozytor pochodzenia żydowskiego (ur. 1880)
- 1942:
  - Adam Ballenstedt, polski architekt, działacz robotniczy (ur. 1880)
  - František Erben, czeski gimnastyk (ur. 1874)
- 1944:
  - Gerald Halpin, australijski kolarz torowy (ur. 1899)
  - Czesława Puzon, polska harcerka, żołnierz AK (ur. 1919)
  - Chaim Natan Widawski, polski kupiec, działacz społeczny pochodzenia żydowskiego (ur. 1904)
  - Emmy Zehden, niemiecka członkini wspólnoty religijnej Świadków Jehowy (ur. 1900)
- 1945 – Richard Haking, brytyjski generał (ur. 1862)
- 1946:
  - Tadeusz Łabędzki, polski działacz narodowy, żołnierz podziemia antykomunistycznego (ur. 1917)
  - Ananda Mahidol, król Tajlandii (ur. 1925)
  - Henryk Południak, polski działacz socjalistyczny (ur. 1925)
- 1947 – Karol Stojanowski, polski antropolog, polityk, harcmistrz (ur. 1895)
- 1948 – Christel Hamann, niemiecki konstruktor maszyn liczących (ur. 1870)
- 1949 – Maria Cebotari, mołdawska śpiewaczka operowa (sopran) (ur. 1910)
- 1950:
  - Gabriela Bossis, francuska zakonnica, mistyczka, aktorka (ur. 1874)
  - Henry Harwood, brytyjski admirał (ur. 1888)
- 1951:
  - Giannina Arangi-Lombardi, włoska śpiewaczka operowa (sopran) (ur. 1891)
  - Ksienija Dierżynska, rosyjska śpiewaczka operowa (sopran liryczno-dramatyczny), pedagog, publicystka (ur. 1889)
  - Adolf Hrubý, czeski polityk (ur. 1893)
- 1953:
  - Michał Asanka-Japołł, polski pedagog, literat, publicysta (ur. 1885)
  - Ugo Betti, włoski poeta, prozaik, dramaturg (ur. 1892)
- 1954:
  - Arthur Greenwood, brytyjski polityk (ur. 1880)
  - Julian Lange, polski pułkownik inżynier, działacz niepodległościowy (ur. 1873)
- 1956:
  - Konstantin Gołubiew, radziecki generał porucznik (ur. 1896)
  - Marian Ponanta, polski bokser (ur. 1935)
- 1957 – Theodorus van Roosmalen, holenderski duchowny katolicki, wikariusz apostolski Gujany Holenderskiej (ur. 1875)
- 1958 – Robert Donat, brytyjski aktor pochodzenia polskiego (ur. 1905)
- 1959 – Adolf Windaus, niemiecki chemik, wykładowca akademicki, laureat Nagrody Nobla (ur. 1876)
- 1960:
  - Siemion Ławoczkin, rosyjski konstruktor lotniczy (ur. 1900)
  - Santiago Uganda, ostatni władca wyspy Corisco, król Bengów i Ndowé (ur. 1845)
- 1961:
  - Camille Guérin, francuski bakteriolog, weterynarz, immunolog (ur. 1872)
  - Philip Rogers, kanadyjski żeglarz sportowy (ur. 1908)
- 1962:
  - Andriej Chrulow, radziecki generał armii, polityk (ur. 1892)
  - Ignatij Kozłowski, radziecki pułkownik pilot (ur. 1917)
  - Rudolf Šrámek-Hušek, czeski hydrobiolog, profesor inżynierii rolniczej i leśnej (ur. 1907)
- 1964 – Niels Turin Nielsen, duński gimnastyk (ur. 1887)
- 1965:
  - Piotr Alejnikow, rosyjski aktor (ur. 1914)
  - Harold Hardman, angielski piłkarz (ur. 1882)
  - Peter Kemp, brytyjski pływak, piłkarz wodny (ur. 1877)
  - Lech Owron, polski aktor (ur. 1893)
- 1966:
  - Max Friz, niemiecki inżynier, konstruktor silników samochodowych (ur. 1883)
  - Stanisław Niewiadomski, polski inżynier, specjalista w zakresie maszynoznawstwa chemicznego, wykładowca akademicki (ur. 1895)
- 1967 – John Zander, szwedzki lekkoatleta, średnio- i długodystansowiec (ur. 1890)
- 1968:
  - Helena Bobińska, polska i radziecka pisarka, tłumaczka (ur. 1887)
  - Gieorgij Giermogienow, jakucki filolog, folklorysta, etnolog, pedagog (ur. 1908)
  - Jurij Milutin, rosyjski kompozytor (ur. 1903)
- 1970:
  - Wilfred Arnold, brytyjski scenograf, dyrektor artystyczny (ur. 1903)
  - Jeszajahu Foerder, izraelski prawnik, polityk (ur. 1901)
  - Fiodor Konowałow, rosyjski pułkownik lotnictwa, emigrant (ur. 1887)
- 1971 – Sejfulla Malëshova, albański polityk, prozaik, poeta (ur. 1901)
- 1972:
  - Rudolf Belling, niemiecki rzeźbiarz (ur. 1886)
  - Caesar ten Cate, holenderski piłkarz (ur. 1890)
  - Tadeusz Wesołowski, polski akordeonista, kompozytor (ur. 1918)
- 1974:
  - Miguel Ángel Asturias, gwatemalski prozaik, poeta, laureat Nagrody Nobla (ur. 1899)
  - Andrzej Cichowski, polski major piechoty, prawnik, polityk emigracyjny (ur. 1894)
  - Katharine Cornell, amerykańska aktorka (ur. 1893)
  - Carlo Pisacane, włoski aktor (ur. 1891)
- 1975:
  - Janina Konarska, polska malarka, graficzka pochodzenia żydowskiego (ur. 1900)
  - Albert Spencer, brytyjski arystokrata, polityk (ur. 1892)
  - Tonono, hiszpański piłkarz (ur. 1943)
- 1976:
  - Jan Nagórski, polski pilot, inżynier (ur. 1888)
  - Al-Wali Mustafa as-Sajjid, zachodniosaharyjski polityk, prezydent Sahary Zachodniej (ur. 1948)
  - Sybil Thorndike, brytyjska aktorka (ur. 1882)
- 1977:
  - Germano Boettcher Sobrinho, brazylijski piłkarz, bramkarz (ur. 1911)
  - Harriet Hoctor, amerykańska baletnica, aktorka, śpiewaczka (ur. 1905)
  - Marta Kłapowa, polska nauczycielka, działaczka narodowa i społeczna (ur. 1897)
- 1978:
  - Edward Brydak, polski kapitan, żołnierz AK, prawnik, polityk, poseł do KRN (ur. 1901)
  - Mikołaj Hohenzollern-Sigmaringen, książę i regent Rumunii (ur. 1903)
- 1979:
  - Timofiej Achazow, radziecki polityk (ur. 1907)
  - Maria Chmurkowska, polska aktorka (ur. 1901)
- 1980 – Miguel Capuccini, urugwajski piłkarz, bramkarz (ur. 1904)
- 1981:
  - Līna Čanka, łotewska żołnierka, działaczka niepodległościowa (ur. 1893)
  - Allen Ludden, amerykański gospodarz teleturnieju, osobowość telewizyjna (ur. 1917)
  - Franciszek Misztal, polski konstruktor lotniczy (ur. 1901)
- 1982:
  - Julian Bartyś, polski historyk, wykładowca akademicki (ur. 1923)
  - Tadeusz Kokietek, polski malarz, rysownik, ilustrator (ur. 1920)
- 1983:
  - Adolf Stempkowski, polski kapitan marynarki pilot (ur. 1893)
  - Aleksander Szczygieł, polski specjalista w zakresie żywienia (ur. 1906)
- 1984 – Konstanty Józef Mojzych, polski generał brygady (ur. 1903)
- 1985 – Bronisława Rzytelewska, polska polityk, poseł na Sejm PRL (ur. 1908)
- 1986:
  - Arnaldo Benfenati, włoski kolarz szosowy i torowy (ur. 1924)
  - Elisabeth Selbert, niemiecka prawnik, polityk (ur. 1896)
- 1987:
  - Monique Haas, francuska pianistka (ur. 1909)
  - Madge Kennedy, amerykańska aktorka (ur. 1891)
  - Wasilij Żaworonkow, radziecki polityk (ur. 1906)
- 1988 – Ferdynand Zweig, polski ekonomista, socjolog, wykładowca akademicki pochodzenia żydowskiego (ur. 1896)
- 1989:
  - Zofia Batycka, polska aktorka, zwyciężczyni konkursów piękności (ur. 1907)
  - George Wells Beadle, amerykański genetyk, wykładowca akademicki, laureat Nagrody Nobla (ur. 1903)
  - Rəşid Behbudov, azerski aktor, piosenkarz (ur. 1915)
  - Władimir Kasatonow, radziecki admirał floty (ur. 1910)
  - José López Rega, argentyński polityk, dyplomata (ur. 1916)
  - Michaił Smirnowski, radziecki polityk, dyplomata (ur. 1921)
- 1990:
  - John Holland, nowozelandzki lekkoatleta, płotkarz (ur. 1926)
  - Juan Honores, peruwiański piłkarz, bramkarz, trener (ur. 1915)
  - Anatolij Kiriejew, radziecki generał major KGB (ur. 1923)
  - Antoni Korzycki, polski działacz spółdzielczy, polityk, poseł na Sejm PRL, wicepremier (ur. 1904)
- 1991 – Claudio Arrau, chilijski pianista, pedagog (ur. 1903)
- 1992 – Margot Heinemann, angielska pisarka i nauczycielka (ur. 1913)
- 1993:
  - Arthur Alexander, amerykański piosenkarz (ur. 1940)
  - Alexis Smith, kanadyjsko-amerykańska aktorka (ur. 1921)
  - Stanisław Włodarczyk, polski inżynier leśnictwa, polityk, poseł na Sejm PRL (ur. 1919)
- 1994:
  - István Kocsis, węgierski piłkarz (ur. 1949)
  - Jan Tinbergen, holenderski ekonomista, ekonometryk, wykładowca akademicki, laureat Nagrody Banku Szwecji im. Alfreda Nobla w dziedzinie ekonomii (ur. 1903)
- 1995:
  - Paula Jean Myers-Pope, amerykańska skoczkini do wody (ur. 1934)
  - Karol Szczeciński, polski reżyser i operator filmowy (ur. 1911)
  - Zoilo Versalles, kubański baseballista (ur. 1939)
- 1996 – Władysław Wróblewski, polski blacharz, polityk, poseł na Sejm PRL (ur. 1927)
- 1997:
  - Károly Bajkó, węgierski zapaśnik (ur. 1944)
  - Jewgienij Lebiediew, rosyjski aktor (ur. 1917)
  - Witness Lee, chiński kaznodzieja chrześcijański, nauczyciel, pisarz (ur. 1905)
- 1998 – Agostino Casaroli, włoski kardynał, sekretarz stanu Stolicy Apostolskiej (ur. 1914)
- 1999:
  - Alfred Bates, kubański lekkoatleta, skoczek w dal (ur. 1905)
  - Edmund Burke, polski malarz, grafik (ur. 1912)
  - Andrew L. Stone, amerykański reżyser, scenarzysta i producent filmowy (ur. 1902)
- 2000:
  - Shay Brennan, irlandzki piłkarz (ur. 1937)
  - Ernst Jandl, austriacki poeta (ur. 1925)
  - George Segal, amerykański rzeźbiarz pochodzenia żydowskiego (ur. 1924)
- 2001:
  - Ronnie Allen, angielski piłkarz, trener (ur. 1929)
  - Arno Puškáš, słowacki taternik, alpinista, przewodnik tatrzański, publicysta, grafik (ur. 1925)
- 2002:
  - Lidia Ciołkosz, polska działaczka socjalistyczna, publicystka, historyk (ur. 1902)
  - Aleksandr Mołodczy, radziecki generał porucznik pilot (ur. 1920)
  - Aleksandr Własow, rosyjski polityk, premier Rosji (ur. 1932)
- 2003:
  - Angelo Palmas, włoski duchowny katolicki, arcybiskup, nuncjusz apostolski (ur. 1914)
  - Gierman Swiesznikow, rosyjski florecista (ur. 1937)
- 2005:
  - James Clements, amerykański przedsiębiorca, ornitolog (ur. 1927)
  - Richard Eberhart, amerykański poeta (ur. 1904)
  - Erik Jørgensen, duński lekkoatleta, średniodystansowiec (ur. 1920)
- 2006 – Kinga Choszcz, polska podróżniczka, autostopowiczka, pisarka (ur. 1973)
- 2007:
  - Rudolf Arnheim, niemiecko-amerykański pisarz, teoretyk sztuki i filmu, psycholog percepcji pochodzenia żydowskiego (ur. 1904)
  - Anna Żarnowska, polska historyk (ur. 1931)
- 2008:
  - Karen Asrian, ormiański szachista (ur. 1980)
  - Algis Budrys, amerykański pisarz science fiction, krytyk literacki, wydawca pochodzenia litewskiego (ur. 1931)
  - Henryk Jóźwiak, polski gitarzysta, pedagog (ur. 1948)
  - Krzysztof Toboła, polski karykaturzysta, satyryk, ilustrator (ur. 1963)
- 2009:
  - Andrzej Sadowski, polski scenograf (ur. 1926)
  - Karl Michael Vogler, niemiecki aktor (ur. 1928)
  - Aleksandra Wojciechowska, polska animatorka kultury, etnograf (ur. 1930)
- 2010:
  - Donald Hawgood, kanadyjski kajakarz, kanadyjkarz (ur. 1917)
  - Theodore Jaracz, amerykański działacz religijny, członek Ciała Kierowniczego Świadków Jehowy (ur. 1925)
  - Władysław Paszkowski, polski kierowca rajdowy (ur. 1932)
  - Marina Siemionowa, rosyjska primabalerina (ur. 1908)
  - Jerzy Wielkoszyński, polski lekarz, fizjoterapeuta (ur. 1930)
  - Ołeksandr Zinczenko, ukraiński polityk (ur. 1957)
- 2011:
  - Josip Katalinski, bośniacki piłkarz (ur. 1948)
  - Tomoko Kawakami, japoński seiyū (ur. 1970)
  - Jerzy Płodziszewski, polski kolarz torowy (ur. 1933)
  - Andrzej Święcicki, polski działacz katolicki (ur. 1915)
- 2012:
  - Régis Clère, francuski kolarz torowy i szosowy (ur. 1956)
  - Paul Jenkins, amerykański malarz (ur. 1923)
  - Rahmonqul Qurbonov, radziecki i uzbecki polityk (ur. 1912)
- 2013 – Iain Banks, brytyjski pisarz (ur. 1954)
- 2014:
  - Bernard Agré, iworyjski duchowny katolicki, kardynał, arcybiskup Abidżanu (ur. 1926)
  - Edmund Bruggmann, szwajcarski narciarz alpejski (ur. 1943)
  - Rik Mayall, brytyjski aktor (ur. 1958)
- 2015:
  - Igor Kostin, ukraiński fotograf, dziennikarz (ur. 1936)
  - James Last, niemiecki kompozytor, aranżer, dyrygent (ur. 1929)
  - Fred Anton Maier, norweski łyżwiarz szybki (ur. 1938)
- 2016:
  - Stanisław Dygasiewicz, polski działacz turystyczny (ur. 1927)
  - Carillo Gritti, włoski duchowny katolicki, biskup, prałat Itacoatiary (ur. 1942)
  - Ryszard Meksiak, polski fotograf (ur. 1945)
- 2017:
  - Andrzej Baturo, polski fotograf, wydawca (ur. 1940)
  - Romualda Hofertienė, litewska nauczycielka, działaczka oświatowa, polityk (ur. 1941)
  - Ewald Janusz, polski kajakarz (ur. 1940)
  - Adam West, amerykański aktor (ur. 1928)
- 2018:
  - Martin Birrane, irlandzki przedsiębiorca, kierowca wyścigowy (ur. 1935)
  - Reinhard Hardegen, niemiecki oficer, dowódca U-Bootów, przedsiębiorca, polityk (ur. 1913)
  - Sylwester Kubica, polski gimnastyk sportowy (ur. 1949)
  - Miłowit Kuniński, polski historyk filozofii, filozof polityczny (ur. 1946)
  - Fadil Vokrri, kosowski piłkarz (ur. 1960)
- 2019:
  - Yves Bot, francuski prawnik, prokurator, rzecznik generalny Trybunału Sprawiedliwości Wspólnot Europejskich (ur. 1947)
  - Bushwick Bill, amerykański raper, członek grupy Geto Boys (ur. 1966)
- 2020:
  - Youssef Béchara, libański duchowny maronicki, arcybiskup Cypru i Antiljas (ur. 1935)
  - Paul Chapman, walijski gitarzysta rockowy, członek zespołu UFO (ur. 1954)
  - Pau Donés, hiszpański piosenkarz, kompozytor, gitarzysta, założyciel i członek zespołu Jarabe de Palo (ur. 1966)
  - Ödön Földessy, węgierski lekkoatleta, skoczek w dal (ur. 1929)
  - Ain Kaalep, estoński językoznawca, prozaik, poeta, tłumacz (ur. 1926)
  - Kim Ch’ang Sŏp, północnokoreański polityk (ur. 1946)
  - Krystyna Krupska-Wysocka, polska reżyserka filmowa (ur. 1935)
  - Francis Lagan, irlandzki duchowny katolicki, biskup pomocniczy Derry (ur. 1934)
  - Eppie Wietzes, kanadyjski kierowca wyścigowy (ur. 1938)
  - Adam Wodnicki, polski pisarz, tłumacz, artysta plastyk (ur. 1930)
- 2021:
  - Gottfried Böhm, niemiecki architekt, rzeźbiarz (ur. 1920)
  - Edward de Bono, maltański lekarz, psycholog, wykładowca akademicki (ur. 1933)
  - Dick Manley, angielski rugbysta i działacz (ur. 1932)
  - Libuše Šafránková, czeska aktorka (ur. 1953)
  - Walentina Sidorowa, rosyjska florecistka (ur. 1954)
- 2022:
  - Aloísio Sinésio Bohn, brazylijski duchowny katolicki, biskup Santa Cruz do Sul (ur. 1934)
  - Julee Cruise, amerykańska piosenkarka, aktorka (ur. 1956)
  - Biruta Lewaszkiewicz-Petrykowska, polska prawnik, sędzia Trybunału Konstytucyjnego (ur. 1927)
  - Oleg Moliboga, rosyjski siatkarz, trener (ur. 1953)
  - Grażyna Roman-Dobrowolska, polska rzeźbiarka (ur. 1935)
  - Matt Zimmerman, kanadyjski aktor (ur. 1934)
- 2023:
  - Barbara Borys-Damięcka, polska reżyserka teatralna i telewizyjna, polityk, senator RP (ur. 1937)
  - Eric Kokish, kanadyjski brydżysta (ur. 1947)
  - Helmar Müller, niemiecki lekkoatleta, sprinter (ur. 1939)
  - Alain Touraine, francuski socjolog, wykładowca akademicki (ur. 1925)
- 2024:
  - William José de Assis Filho, brazylijski piłkarz (ur. 1933)
  - Frank Carroll, amerykański łyżwiarz figurowy, trener (ur. 1938)
  - Lynn Conway, amerykańska informatyk, działaczka na rzecz praw osób transseksualnych (ur. 1938)
  - Michał Hochman, polski piosenkarz (ur. 1944)
  - Marzena Kipiel-Sztuka, polska aktorka (ur. 1965)
  - Yoshiko Kuga, japońska aktorka (ur. 1931)
  - Beata Maksymow, polska judoczka (ur. 1967)
  - Isabel Moreno, kubańska aktorka (ur. 1942)
- 2025:
  - Frederick Forsyth, brytyjski pisarz (ur. 1938)
  - Tibor Kincses, węgierski judoka (ur. 1960)
  - Pik-Sen Lim, chińska aktorka (ur. 1944)
  - Sly Stone, amerykański muzyk, wokalista, autor tekstów, członek zespołu Sly and the Family Stone, producent muzyczny (ur. 1943)
  - Alicja Wolwowicz, polska polonistka, nauczycielka, podharcmistrzyni, działaczka społeczna (ur. 1928)